# Bondage et discipline, domination et soumission, sado-masochisme

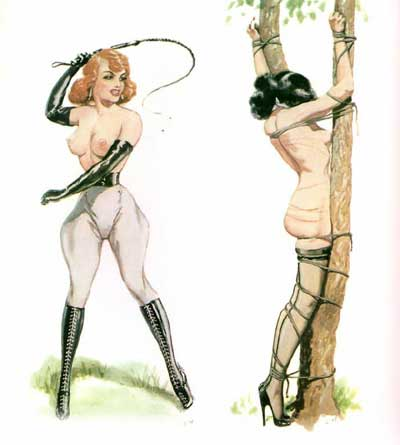
Flagellation. Gravure de John Willie (entre 1946 et 1959).

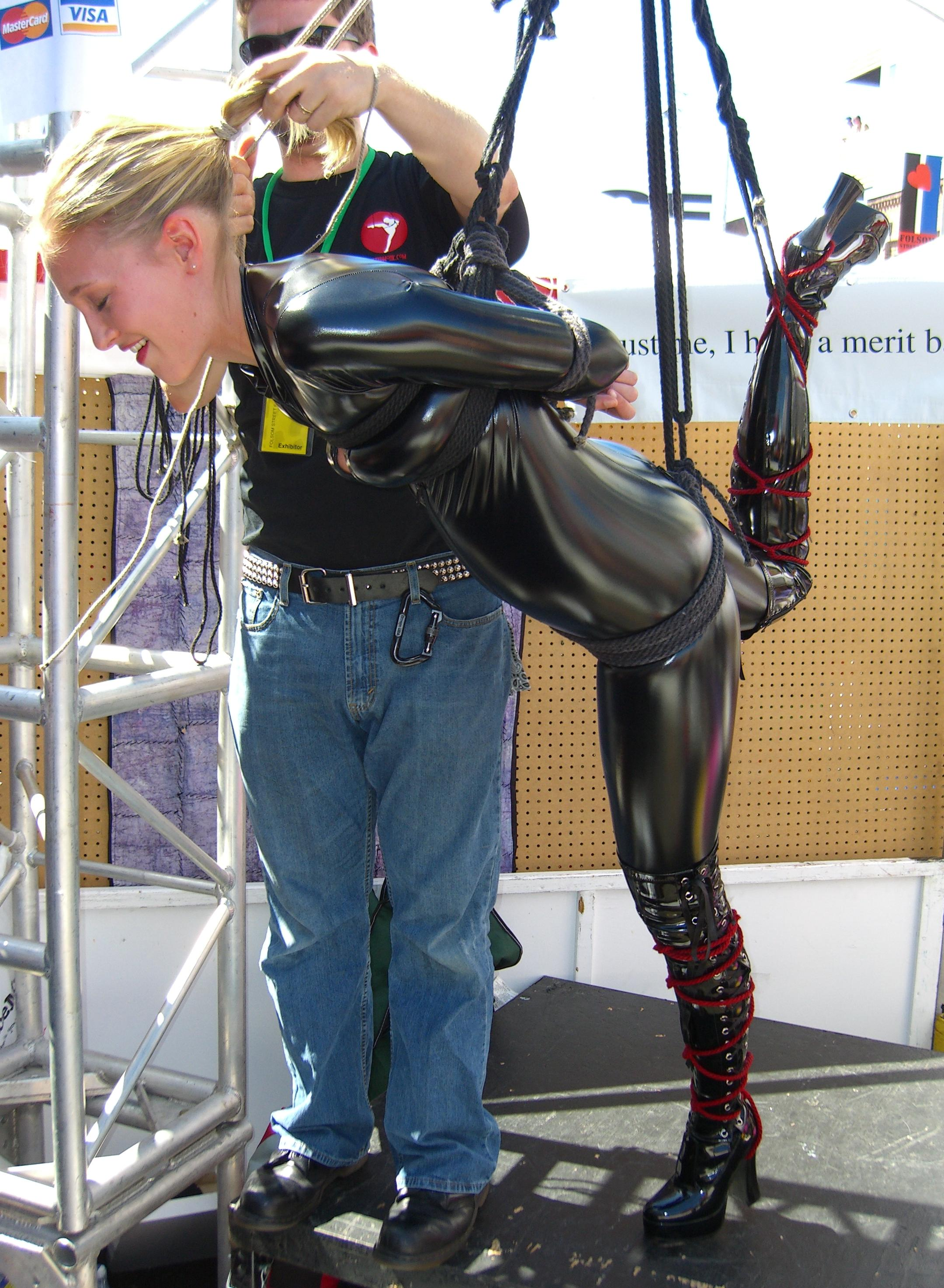
Démonstration d'une suspension partielle de bondage.

Le sigle BDSM, pour « Bondage, Domination, Soumission, Sado-Masochisme », désigne un ensemble de pratiques sexuelles et contractuelles utilisant la douleur, la contrainte, l'humiliation érotique ou la mise en scène de divers fantasmes sexuels. Les pratiques sadomasochistes sont fondées sur un contrat entre deux parties (pôle dominant et pôle dominé). Le BDSM fait l'objet de pratiques très variées.

## Étymologie
Le terme sadomasochisme est dérivé des mots sadisme et masochisme. Ces termes sont dérivés des noms du marquis de Sade et de Leopold von Sacher-Masoch. Bien que les noms de Sade et Sacher-Masoch soient associés respectivement aux termes sadisme et masochisme, les scènes décrites dans les œuvres de Sade ne représentent pas les pratiques contemporaines du BDSM, notamment en ce qui concerne le consentement.
Le psychiatre Richard von Krafft-Ebing et le sexologue Havelock Ellis ont utilisé et popularisé dans la communauté médicale les termes masochisme et sadisme.
En 1905, Sigmund Freud décrit le « sadisme » et le « masochisme » dans son œuvre Trois essais sur la théorie sexuelle. Cela a conduit à la première utilisation du terme composé sado-masochisme par le psychanalyste viennois Isidor Sadger dans leur travail, Über den sado-masochistischen Komplex (« Concernant le complexe sadomasochiste ») en 1913.
Enfin en 1967 Deleuze publie la présentation de Sacher-Masoch dans laquelle il écrit « Sado-masochisme est un de ces noms mal fabriqués, monstre sémiologique ».
Et il précise en cas de rencontre que « chacun fuit ou périt ».

## Histoire
Si Richard von Krafft-Ebing a donné les noms de sadisme et de masochisme à ces pratiques sexuelles, l’histoire du plaisir dans la douleur physique ou morale, donnée ou reçue est loin de commencer avec Sade et Masoch.
Timour-Leng encore appelé Timour le Boiteux, Timour le Grand, devenu émir de Transoxiane, « Trouvait de la volupté à se faire fouetter par ses femmes ».

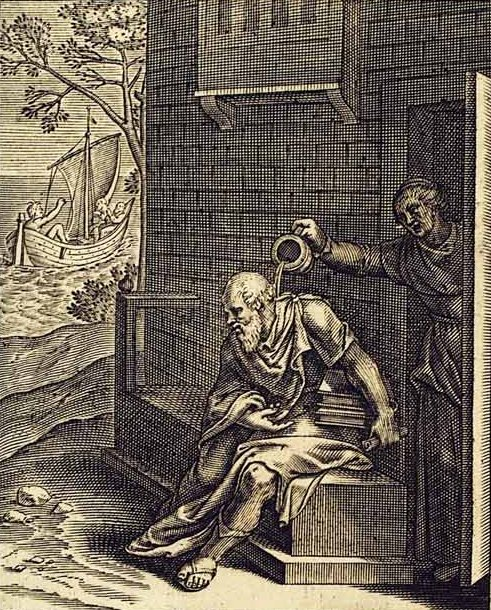
Xanthippe vide le pot de chambre sur la tête de Socrate. À l'arrière-plan, un homme rudoie un couple âgé dans un bateau à voile.

Selon le psychanalyste Sacha Nacht, Salomon, à un âge avancé, se faisait piquer par des femmes pour exciter une virilité défaillante. Josephus Flavius racontait que le frère d'Hérode, Phérosas, se faisait, lui, enchaîner et frapper par ses femmes esclaves dans le même but. Toujours selon Sacha Nacht, Socrate, dans ses relations avec son épouse Xanthippe, offre un exemple de masochisme plus complet. « Le fait que parmi les ex-voto offerts par les courtisanes de l'antiquité à Vénus se trouvaient des fouets, des brides et des éperons dénonçant clairement l'usage érotique qu'elles pouvaient faire de cet appareil ». Pétrone dans le Satyricon, fait frapper Encolpe avec des orties qui stimulent la virilité. Dans le film de Federico Fellini, Satyricon, Encolpe est fouetté avec des baguettes qui ressemblent à des cannes anglaises.
Selon Raphaël Ledos de Beaufort, Sacher-Masoch est loin d’être l’initiateur de la théorie dont il s’est fait le défenseur. « Et qui proclame que rien n’est si enviable que d’être frappé par l’être aimé : cette théorie de la jouissance dans la douleur a de tout temps existé, de tout temps a eu des adeptes et des défenseurs. » « L’histoire ancienne et les mythologies abondent en exemples semblables : Bacchus et les Ménades, Hercule et Omphale, Circé et les compagnons d’Ulysse, Attis et Cybèle, Sémiramis fouettant les princes captifs devenus ses amants.

## Composantes du BDSM

### Bondage, Domination, Soumission Masochisme
Quatre composantes distinctes du jeu du pouvoir sont incluses dans la pratique du BDSM :
Plusieurs rôles sont rattachés à ces trois pratiques :
- les rôles qui prennent le contrôle dans la relation : Dominant, Maitre,  ;
- les rôles qui offrent le contrôle au dominant : soumis, esclave ludique, masochiste ;

### Sadomasochisme

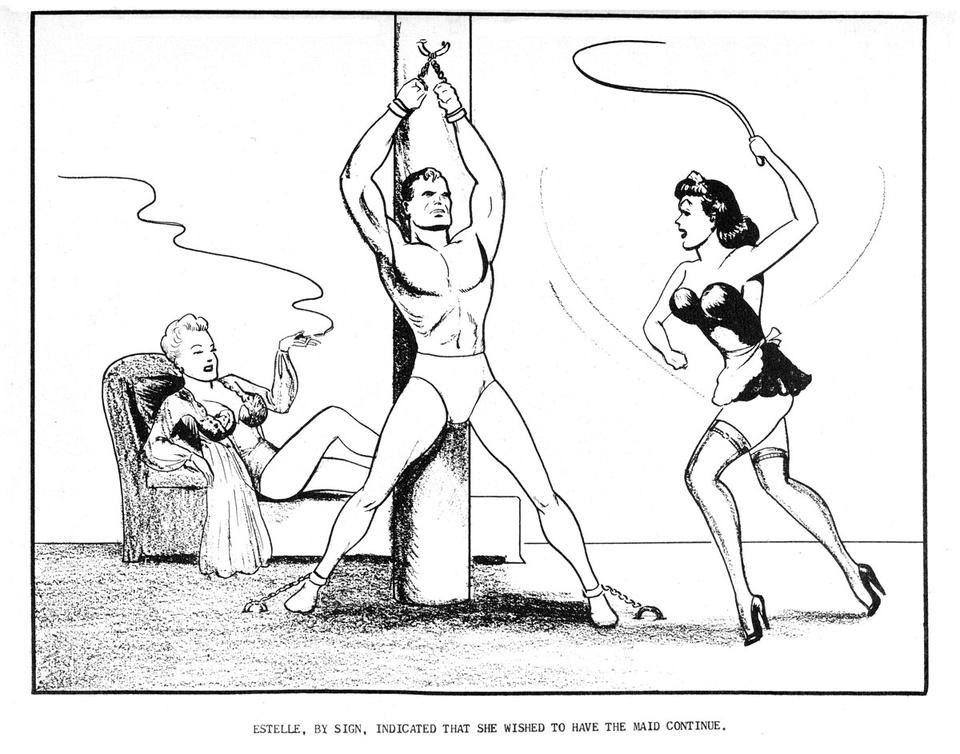
S/M image of lookalike Superman and Lois Lane drawn by the original creator during dispute with employer

Le BDSM était antérieurement nommé « SM », le sigle « BDSM » est aujourd’hui employé pour mieux représenter la diversité des pratiques. Le terme « sadomasochisme » fait référence à l’érotisation de la douleur et est dérivé des mots « sadisme » et « masochisme ». L’inventeur scientifique du mot « masochisme », Krafft-Ebing établit en 1886 un lien entre le sadisme et le masochisme en termes de taux de comorbidité. Wilhelm Stekel appuie cette corrélation et ajoute que l’intérêt porté envers une sexualité non normative prend racine dans le sadomasochisme. L’union entre ces deux termes renforce une fonction commune de traiter la dimension traumatique propre à la nature de la pulsion. Cette union a suscité des critiques notamment de Gilles Deleuze.
Le philosophe Gilles Deleuze réfute tout lien entre masochisme et sadisme et qualifie le mot sado-masochisme tel qu'il le trouve dans plusieurs textes de Freud de « monstre sémiologique » : « Sado-masochisme est un de ces noms mal fabriqués, monstre sémiologique ». Et il précise en cas de rencontre que « chacun fuit ou périt ».
Le sadisme et le masochisme appartiennent à la langue courante, à la langue scientifique de l’érotologie et la langue de la métapsychologie de la psychanalyse. En matière de phénoménologique ils caractérisent « des modalités d’investissements relationnels et des voies de satisfaction propres à la sexualité humaine au sein de laquelle ils forment un couple d’opposés complémentaires ».
Le sadisme décrit un plaisir sexuel dans lequel une personne prend plaisir à infliger une douleur, à dégrader ou à humilier une autre personne. De l’autre côté, le masochiste apprécie subir toutes sortes de souffrances physiques ou morales dans un scénario consensuel. Le sadisme associe haine et sexualité tandis que le masochiste se fait infliger la douleur pour satisfaire ses désirs sexuels.
Le masochiste a besoin de l'essence du sadique dans son fantasme, c'est un moteur à son érotisme. Le masochiste provoque, déclenche le sadique sans intention formelle du passage à l'acte. La rencontre est improbable. Et même Krafft-Ebing l'explique. Il est dubitatif, malgré son affirmation sur le fait que le sadique serait l'inverse et le complément du masochiste .

### Domination / soumission
La domination et la soumission (ou D/s) est un jeu de comportements et de désirs dans lequel une personne souhaite être dominée par une ou plusieurs autres personnes dans un but érotique et sexuel. Le contact physique n'est pas nécessaire et ce type de jeu peut s'effectuer à distance, anonymement ou non, par téléphone ou par tout système de messagerie électronique. Dans d'autres cas, il peut être intensément physique, allant parfois au sadomasochisme. Les individus qui choisissent le rôle supérieur sont appelés dominants (pour les garçons) ou dominatrices (voire maîtresses, pour les filles), et les individus qui choisissent le rôle subordonné sont appelés soumis(es) (garçons et filles). Les individus peuvent également changer de rôle durant le jeu (switch). Le jeu D/s est un échange consensuel entre les partenaires, basé sur la confiance et la communication et sur un respect mutuel dans lequel les partenaires peuvent s'explorer émotionnellement. Une relation D/s peut être sexuelle ou non, à long ou à court terme, et intime ou anonyme.
Les variantes de D/s peuvent prendre un bon nombre de formes. Ils incluent la servitude domestique qui peut devenir sexuelle, la chasteté forcée, l'humiliation érotique ou verbale, la soumission fétichiste (pieds, chaussures, bottes, uniformes, cigarettes, latex, cuir…), la déshumanisation où le dominé est considéré comme un animal et traité comme tel voire à l'objectification où il est considéré comme un objet inanimé, et enfin au travestissement (ou cross-dressing). Ces variantes peuvent être combinées avec d'autres formes de BDSM. Certaines relations D/s sont sexuelles, et d'autres totalement chastes. Les partenaires peuvent jouer des rôles classiques comme ceux de dominant/soumis, ou encore ceux de quelques figures autoritaires telles que professeur/étudiant, policier/suspect ou parent/enfant.

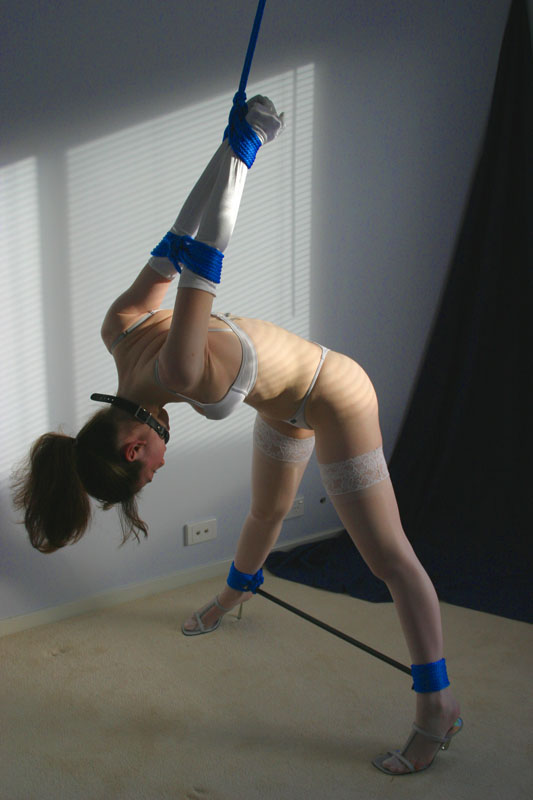
Bondage à l'aide de cordes et d'une barre d'écartement causant l'immobilisation et la douleur.

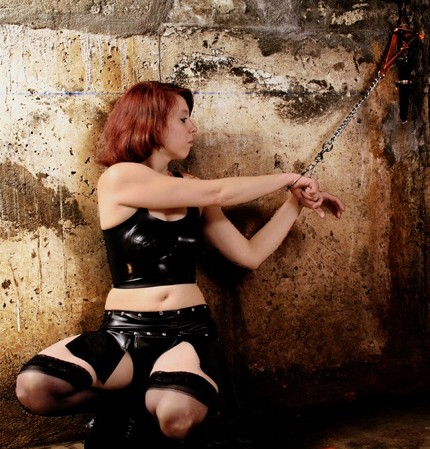
Les menottes, l'un des accessoires les plus utilisés dans le domaine du BDSM

### Bondage
Le bondage est une pratique qui consiste à rendre un corps captif par tout accessoire de contrainte et quel qu'en soit le procédé. Le bondage est souvent, mais pas toujours, une pratique sexuelle. Bien que le bondage soit une variation très populaire dans le domaine BDSM, il est néanmoins souvent différencié du reste de ce domaine. Strictement parlant, le bondage signifie immobiliser le partenaire dominé à l'aide d'accessoires tels que les menottes et les chaines. Le bondage inclut également la croix de saint André ou les barres d'écartement.
Le terme "discipline" décrit une restriction psychologique dans laquelle les règles et la punition sont utilisées pour contrôler tous types de mouvements ou comportements du dominé. La punition (punishment) est à distinguer du "funishment", ce dernier ayant pour trait de procurer du plaisir dans une mise en scène de punition ce qui diffère profondément du punishment qui dispose d'un caractère éducatif, funishment comme punishment peuvent être données physiquement (telle que les claques), psychologiquement (par humiliation, telle que la flagellation publique) ou par une perte de liberté physique (attaché ou menotté à un lit ou des barreaux ou encore enveloppé dans un matériau extensible tel que du film plastique).

## Psychanalyse

### Freud et Reik

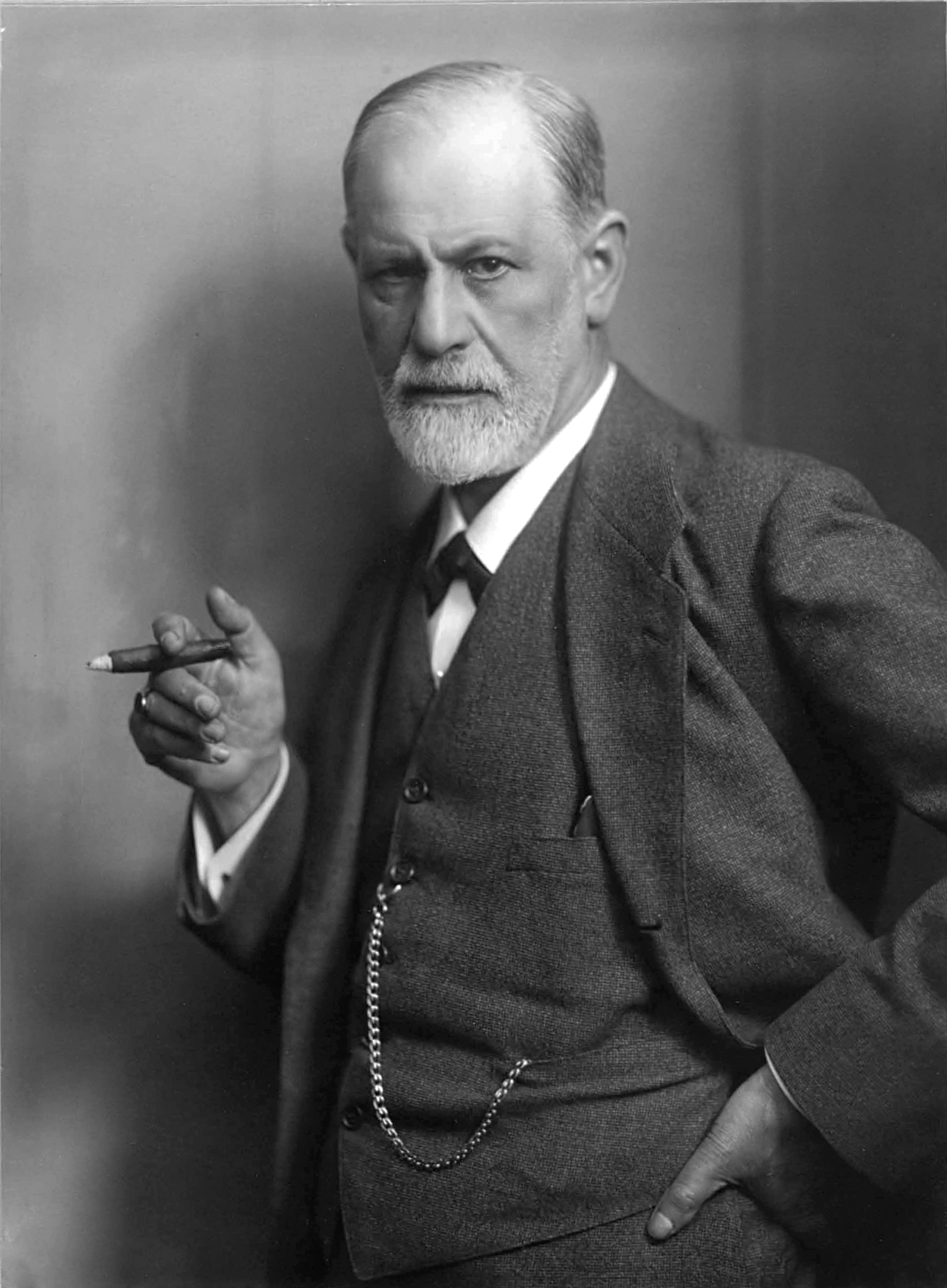
Sigmund Freud

Sigmund Freud écrit dans les Trois essais sur la théorie sexuelle (1905) : « Celui qui, dans les rapports sexuels prend plaisir à infliger une douleur est capable aussi de jouir de la douleur qu’il peut ressentir. Un sadique est toujours en même temps un masochiste, ce qui n’empêche pas que le côté actif ou le côté passif de la perversion puisse prédominer et caractériser l’activité sexuelle qui prévaut ». Et dans  Les pulsions et leurs destins (1915), il considère que le sadique ne pourrait prendre du plaisir à la douleur d’autrui s’il n’avait d’abord éprouvé « masochistement » le lien de sa douleur et de son plaisir. Si Freud a confirmé le terme « sadomasochisme » cité par Krafft-Ebing, il se retrouverait, vers la fin de sa vie, devant une énigme par rapport au concept qu'il élabore plus tard dans le cadre de sa deuxième théorie des pulsions : en 1924 en effet, dans Le Problème économique du masochisme, il constate qu'« il est d'ailleurs rare que les tortures masochistes produisent la même impression de sérieux que les cruautés — fantasmées ou mises en scène — du sadisme ».
Si Freud a confirmé le terme « sadomasochisme » cité par Krafft-Ebing, il se retrouverait, vers la fin de sa vie, devant une énigme par rapport au concept qu'il élabore plus tard dans le cadre de sa deuxième théorie des pulsions: en 1924 en effet dans Le Problème économique du masochisme, il constate qu'« il est d'ailleurs rare que les tortures masochistes produisent la même impression de sérieux que les cruautés — fantasmées ou mises en scène — du sadisme ».

### Theodor Reiksur le masochisme
Pour Theodor Reik, « le masochisme est une tendance instinctive commune en tant que possibilité et réalisation à tous les êtres humains, et ne devient pathologique qu'en dépassant certaines limites et en adoptant une nature qui exclut presque toutes les autres directions de l'instinct ».

### Critique deleuzienne du «sado-masochisme» chez Freud
Gilles Deleuze trouve curieux le rapport fait par Freud entre sadisme et masochisme en 1915. Selon lui, Freud l’énonce dans la perspective de sa première thèse, où le sadisme précède le masochisme. Mais il distingue deux sortes de sadisme : l’un de pure agressivité, qui cherche seulement le triomphe ; l’autre hédoniste qui cherche la douleur d’autrui.

#### Transformisme, «monstre sémiologique»
Deleuze voit dans le « retournement en son contraire » et le « retournement contre soi » un « transformisme » dans lequel les pulsions sexuelles sont susceptibles de passer les unes dans les autres. Il s’en étonne car Freud, dit-il, « a vis-à-vis du transformisme en général une attitude extrêmement réservée ».
Sigmund Freud représenterait toutefois une première pierre pour la pensée de Gilles Deleuze. Mais, aux yeux du philosophe, l'association par Freud des deux termes, sadique et masochiste, provoque un « monstre sémiologique » dans le sens où le sadique, celui qui fait souffrir dans l’œuvre de Sade, n'est pas une personne qui pourrait faire partie de l'univers mental du masochiste chez Leopold von Sacher-Masoch. En effet, le sadique (chez Sade) se complaît dans la souffrance de l'autre à condition qu'elle ne soit pas contractuelle « et en jouit d'autant plus que la victime n'est pas consentante », alors que le masochiste (de Leopold von Sacher-Masoch) aime à régler, dans des contrats, les modalités diverses de sa « soumission ». De ce fait, pour Deleuze, sadisme et masochisme sont deux univers différents et ne peuvent être de parfaits contraires, ni avoir une parfaite complémentarité. Le sadisme est un univers de crimes, de ce fait hors consentement ; le masochisme, l'univers du contrat où tout est accepté par le sujet qui éduque son bourreau. Là où le sadique cherche une « possession instituée », le masochiste veut établir une « alliance contractée ». Il précise qu'en cas de rencontre « chacun fuit ou périt ».
Pour Deleuze, « À la base de la croyance en l’unité sado-masochiste, n’y a-t-il pas d’abord des équivoques et des facilités déplorables ? » Gilles Deleuze considère qu’il y a deux couples :
- un masochiste et son bourreau ; le masochiste pédagogue et son bourreau font, tous deux, partie intégrante du masochisme : « Si la femme bourreau dans le masochisme ne peut pas être sadique, c’est précisément parce qu’elle est dans le masochisme, parce qu’elle est partie intégrante de la situation masochiste, élément réalisé du phantasme masochiste en se faisant masochisante dans cette situation » ;
- le sadique et sa victime ; une victime qui « appartient entièrement au sadisme. Elle est partie intégrante du sadisme »[30].

#### Commentaires et débats
Emma Watson est fascinée par le BDSM : « je suis légèrement devenue fascinée par la culture kinky, car les personnes qui la pratiquent sont celles qui communiquent le mieux. Elles savent tout sur le consentement. Elles gèrent totalement cette notion car elles sont obligées de l'avoir. Nous pourrions tous nous en servir comme modèles, ce sont des modèles qui aident vraiment ».
Jacques Lacan juge comme suit l'analyse de Deleuze dans la présentation de Leopold von Sacher-Masoch : « Incontestablement, le meilleur texte qui ait jamais été écrit. J'entends, le meilleur texte comparé à tout ce qui a été écrit sur ce thème dans la psychanalyse… ». Pour Jacques Lacan, ce que vise le masochiste c'est provoquer l'angoisse de l'Autre. Le masochiste ne se projette nullement dans le sadique dont il cherche au contraire la capitulation en touchant son point d'angoisse.
Selon Julie Mazaleigue-Labaste, il est impossible « de maintenir l'affirmation freudienne selon laquelle il existerait une réciprocité entre sadisme et masochisme ».
Jean-Paul Sartre évoque aussi le sadisme et le masochisme séparément. Il écrit que le masochiste, pour satisfaire sa pulsion, fait appel à une femme qu’il paye. Ou alors, il exploite l’amour des femmes, comme le faisait Leopold von Sacher-Masoch. Dans les deux cas la femme « s’éprouve » comme un objet sexuel. Ainsi Jean-Paul Sartre démontre que le masochiste ne s'adresse pas au sadique, mais qu'il éduque un bras armé pour tenir le rôle de dominant dans le monde masochiste.
« En particulier le masochiste qui paye une femme pour qu'elle le fouette, la traite en instrument et, de ce fait, se pose en transcendance par rapport à elle. Ainsi le masochiste finit par traiter l'autre en objet et par le transcender vers sa propre objectivité. On rappelle, par exemple, les tribulations de Leopold von Sacher-Masoch qui, pour se faire mépriser, insulter, réduire à une position humiliante, était contraint d'utiliser le grand amour que les femmes lui portaient, c'est-à-dire d'agir sur elles en tant qu'elles s'éprouvaient comme un objet pour lui… ».
Pour Michel de M'Uzan, le masochiste pousse le tiers dans ses retranchements au point qu'il « se dégonfle ». Il confirme la transfiguration « classiquement invoquée » de l'esclave en maître. Leopold von Sacher-Masoch lui-même se posait la question : « Qui est le marteau, qui est l'enclume ? »
Selon Julie Mazaleigue-Labaste, de M'Uzan a décelé et souligné l'essentielle relation au tiers, bourreau ou dépositaire de témoignage masochiste, voué au mépris et à une instrumentalisation qui transparaissaient déjà chez Leopold von Sacher-Masoch.
Dans sa préface de La Vénus à la fourrure, Daniel Leuwers nous dit que dans la relation masochiste « il s'agit de donner au dominant ou à la dominante, l'illusion d'un pouvoir alors qu'il se trouve sous l'emprise souterraine du dominé qui le force à le battre très précisément selon ses attentes et ses désirs ».
Régis Michel confirme plus récemment « Exit le sadomasochisme, créature monstrueuse d’un Frankenstein sémiologue, qu’on n’a mis en cage que pour l’exhiber à des fins hygiénistes dans les foires à concept de la morale bourgeoise… ». Et il précise : « Bataille est deleuzien avant l'heure, il sait bien que les deux ne font pas la paire, fût-elle freudienne… ».
Selon Bernard Michel, « Je préfère renvoyer au livre de Gilles Deleuze qui a montré que sadisme et masochisme ne sont pas complémentaires mais totalement séparés ». Et il cite : « En fait le génie de Sade et le génie de Masoch sont tout à fait différents, leur monde incommunicant ; leur technique romanesque sans rapport ». Il conclut à « la différence radicale entre l'apathie sadique et le froid masochiste ».
Quand Virginie Despentes parle de ses fantasmes de viol, elle est dans l’univers du fantasme masochiste, mais face au vrai viol qu’elle a subi, elle dit qu’elle est face à la mort, victime non consentante dans l'univers du sadisme : plus de fantasme, mais la peur de la mort. Si dans le fantasme masochiste, la rêverie, comme le dit Krafft-Ebing, le sadique a sa place, il ne l’a pas dans le passage à l’acte avec le masochiste. Le masochiste cherche celui qui fait semblant et donc un bourreau sous contrat faisant intégralement partie de l’univers masochiste.
Leopold von Sacher-Masoch rêve d’être cocu. Cocu à sa manière en dirigeant, choisissant l’amant de Wanda. Mais quand il est hors course, hors contrat, il devient furieux. Sa misogynie devient explicite. « J'ai été un âne et j'ai fait de moi l'esclave d'une femme comprends-tu ? D'où la morale de l'histoire : qui se laisse fouetter mérite d'être fouetté… Mais, comme tu vois j'ai bien supporté les coups, le brouillard rose suprasensuel de mon imagination s'est dissipé et personne ne pourra plus me faire prendre les guenons sacrées de Bénares ou le coq de Platon pour l'image de Dieu ».
Selon Michel Foucault, « on peut dire que le S/M est l'érotisation du pouvoir, l'érotisation de rapports stratégiques » pour une source de plaisir physique, plutôt que la sexualisation de la souffrance et de la violence. Pour le philosophe « ce n'est pas la première fois que des gens utilisent les rapports stratégiques comme source de plaisir. Il y avait, au Moyen Âge, par exemple, la tradition de l'amour courtois, avec le troubadour, la manière dont s'instauraient les rapports amoureux entre la dame et son amant, etc. »,. L'érotisation du pouvoir dont parle Foucault correspond à ce qu'exprime Theodor Reik en disant que le masochiste caricature la violence de la société. Selon Larousse, « les sexologues ne voient qu'un intérêt relatif à vouloir guérir, au nom de la « normalité », un état de fait où le couple trouve son équilibre », et l'encyclopédie précise : « Il n'en va pas de même du sadisme pathologique (agression, viol, etc.), qui relève d'un désordre grave de la personnalité ». « La croyance à une unité sado-masochiste repose, non pas sur une argumentation proprement psychanalytique, mais sur une tradition préfreudienne, faites d’assimilations hâtives et de mauvaises interprétations génétistes, que la psychanalyse, il est vrai, s’est contentée de rendre plus convaincantes au lieu de les mettre en question ». Pour Gilles Deleuze, la lecture de Leopold von Sacher-Masoch permet de le comprendre.
Pour Élisabeth Lemirre et Jacques Cotin, « On a cru longtemps que le masochisme n'était qu'un sadisme qui, se retournant contre soi, s'attaquait à son propre moi. Il n'est plus possible de le prétendre depuis l'analyse de Gilles Deleuze… ».
Sacher-Masoch, écrivain autrichien propose des contrats dans le but d'être humilié ou de subir des sévices plus durs. Il met en scène son programme masochiste dans son roman La Vénus à la fourrure. Par la suite il ne cessera de manipuler ses compagnes et, plus précisément, Wanda son épouse, pour qu'elles incarnent le rôle de la Vénus à la fourrure. La douleur psychologique (humiliations) ou physique peut devenir souffrance. Mais la douleur devient plaisir lorsque la charge d'endorphine couvre le choc de la douleur, ce qui peut stimuler le désir ou amplifier les sensations.

## Contrat
Les relations BDSM se vivent entre adultes consentants. Elles dépendent d’un accord mutuel que l’on nomme contrat. Le contrat dans l'univers masochiste dominant/dominé officialise les relations comme étant agréées par les parties. Le philosophe Gilles Deleuze réfute tout lien entre masochisme et sadisme et qualifie le mot sado-masochisme tel qu'il le trouve dans plusieurs textes de Freud de « monstre sémiologique » : « Sado-masochisme est un de ces noms mal fabriqués, monstre sémiologique ». Et il précise en cas de rencontre que « chacun fuit ou périt ».
Le contrat comme prélude à toute relation BDSM est confirmé par Gilles Deleuze :

« il n'y a pas de masochisme sans contrat ou sans quasi-contrat »

cité par Damien Lagauzère.
Ce n'est pas le cas avec le sadisme qui, lui, n'est pas consenti et de ce fait ne peut dépendre d'un contrat.
Les contrats de Leopold von Sacher-Masoch incluent :
- le contrat entre Sacher-Masoch lui-même et sa femme Wanda[50] ;
- le contrat entre Mme Fanny de Pistor et Léopold de Sacher-Masoch[51].

Dans le récit d'un contrat de Sacher-Masoch, il apparaît clairement que la victime dresse sa bourrelle. Il lui dicte ce qu'elle doit faire et, à la fin, il exige qu'elle porte des fourrures pour le châtier. « Le héros de La Vénus à la fourrure raconte comment, aux termes d'un contrat conclu avec sa maîtresse, il s'est engagé à être son esclave, contraint de subir toutes les humiliations qu'elle jugerait bon de lui infliger : le bonheur alterne sans fin avec la douleur, comme si l'un ne pouvait venir que de l'autre. »

## Pratiquants
Divers pratiquants peuvent être distingués[réf. nécessaire] :
- les couples, s'exerçant seuls ou en relations avec d'autres couples autour de soirées organisées ;
- les individus seuls, qu'ils soient homme ou femme, en recherche d'un ou plusieurs partenaires ;
- Le sadomasochisme est pratiqué dans le milieu gay, avec quelques professionnels gay ;
- les dominatrices amatrices ;
- les dominatrices professionnelles.

Il existe également de par le monde des « maisons de domination » : autorisées en Allemagne, aux Pays-Bas et aux États-Unis, elles sont interdites en France et sont passibles de condamnations pour proxénétisme.

## En religion

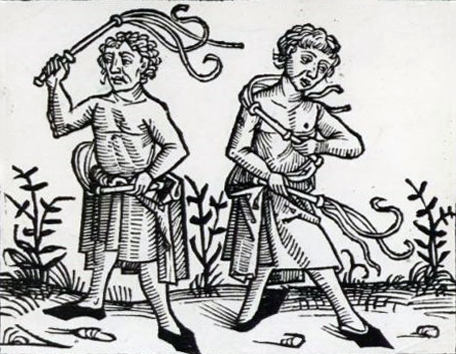
Dessin médiéval d'autoflagellation

La mortification est entreprise par les chrétiens afin de se repentir des péchés et de partager la Passion de Jésus. La douleur est une sorte de pénitence pour la crucifixion de Jésus. En plus, il y a le fléau avec lequel on peut se châtier dans le dos.[pas clair]

## Communautés

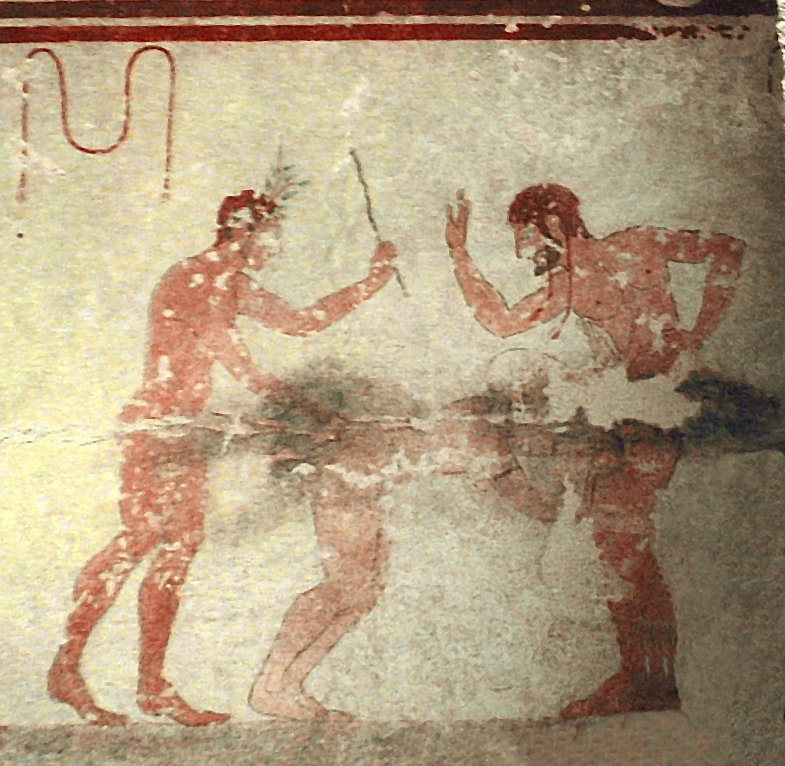
Tomba della Fustigazione (Tombe de la flagellation),

Au cours des années 1970, Gini Graham Scott (en), docteur en sociologie et anthropologue, s'est infiltrée dans les communautés sadomasochistes de San Francisco. Dans son livre La Domination féminine, elle parle des premiers dominants et masochistes qu'elle a rencontrés. Gini Graham Scott relate ce qu'elle apprend de ces communautés sans y ajouter de réflexions personnelles. Les participants employaient les termes domi-soumission, bondage et discipline, sadomasochisme. De nombreuses polémiques naquirent notamment pour déterminer quelle pratique était plus ou moins anormale, taboue l'une par rapport à l'autre. Les termes Top et bottom/sub furent employés. D'un commun accord, les communautés décidèrent qu'il s'agissait de pratiques sœurs. Elles adoptèrent définitivement le terme BDSM. Lorsque Gini Graham Scott a fait cette enquête, le sigle BDSM n'existait pas encore. Elle emploie dans la version originale (anglophone) les termes D&S pour l'expression dominance and submission, et D&Sers pour désigner ceux qui s'y adonnent.
Scott distingue différents groupes actifs :
- la Société de Janus (en), organisation de conseil ;
- l'Église S.M., consacrée à la domination féminine ;
- Samois, rassemblant des femmes bisexuelles ou lesbiennes ;
- la Gemini Society : rassemblant hommes dominants et femmes soumises ;
- le club 15 : rassemblant des hommes gays.

## Santé et sécurité

### Code de sécurité
Le « code de sécurité », « mot d'alerte » ou « safeword » sonne la suspension immédiate de la séance, au cas où le dominant dépasserait les possibilités du dominé. Il est utilisé par le sujet dominé. Les codes de sécurité non verbaux, rendus nécessaires par l’usage des bâillons, peuvent consister en un signe de la tête, ou encore le fait de lâcher ou faire tinter un trousseau de clefs placé dans la main du sujet dominé.

### L'après-séance
L'après-séance ou « aftercare » en anglais, signifie une période de répit suivant une séance BDSM qui inclut une relation sexuelle ou non. Cette période se passe entre soit le dominant et le dominé ou le maître et l'esclave pour permettre au soumis de reprendre ses sens ou pour faire un retour sur la séance. Le processus de l'après-séance est de consacrer un certain temps de tendresse en prenant soin des émotions et des sensations physiques des deux participants. Ceci inclut de l'attention physique, de la communication verbale ou toute autre forme de soin nécessaire au bien-être des personnes.
Le concept de l'après-séance est souvent relié avec le thème du consentement qui est primordial dans une relation BDSM. Puisque l'après-séance est une période où les participants font un retour verbal afin de connaitre ce qui a été apprécié ou ce qui a été plus problématique lors de la scène, une part du consentement est intégré et est mis en évidence lors des interactions entre les participants. La période d'après-séance pouvant durer soit des heures, des jours ou des semaines suivant la scène BDSM, c'est lors de cette période que la personne ayant été soumise prend du recul et pense à la séance. Ce moment permet aussi de faire une conclusion de la scène afin de connaitre si le consentement est présent durant la séance entière puisqu'il est possible que la perception de la soumise ou du soumis change en cours de route.

### Législations
Les législations des principaux pays occidentaux n'interdisent plus les pratiques sexuelles BDSM. Toutefois, le Royaume-Uni définit un seuil de pratiques au-delà desquelles le BDSM tombe sous le coup de la loi. L'affaire Spanner (année 1991) qui a consisté en la criminalisation d'hommes consentants, alors qu'aucune plainte de quiconque n'avait été déposée, a jugé coupables des « dominants » sur la seule base des marques laissées sur les « soumis ». Une fessée trop appuyée, un bondage trop serré sont donc illégaux (ce jugement a été validé par la Cour européenne des droits de l'homme (CEDH) en juin 1997). Il faut s'en tenir au jugement. Les participants à ce que l'on a nommé l'affaire Spanner furent condamnés sur la possession d'images hard entre majeurs consentants. Ce qui est à noter c'est qu'à l'époque, la loi anglaise punissait ceux qui se faisaient violence à eux-mêmes, d'où l'interdiction de se suicider. Un rescapé du suicide en Angleterre était passible de prison pour tentative de meurtre envers lui-même. C'est ce qui amena la Chambre des Lords à infliger des peines de prison aux « dominés ». Des peines inférieures d'environ 50 % par rapport aux dominants.
La CEDH a aussi statué dans l'affaire K.A. et A.D. c/Belgique (jeux sexuels entre plusieurs hommes et une femme) le 17 février 2005 contre une pratique du sadomasochisme si la personne « esclave » demandait de façon expresse mais aussi tacite l'arrêt de ces pratiques. En l'occurrence, la justice juge le manquement au consentement, mais pas la pratique en elle-même, ce qui était le cas dans l'affaire Spanner. Depuis 2002, la Suisse possède l'une des législations les plus répressives concernant la pornographie dite dure.

### Associations
Il existe dans chaque pays (ou région selon le besoin) des associations qui ont pour but (non lucratif) d'accueillir les curieux, les débutants, et les adeptes du BDSM. Ces associations offrent un milieu sain et stable pour découvrir ce monde en toute sécurité :
- l'association qui milite pour l'annulation du jugement de l'affaire Spanner : ce groupe souhaite « défendre les droits de sadomasochistes de toutes orientations sexuelles et en particulier annuler le jugement […] qui rend certaines activités SM illégales même en cas de consentement de toutes les parties »[63] ;
- plusieurs associations dont l'objet est de permettre à la communauté Fetish BDSM de s’exprimer, de créer des liens, de recueillir et diffuser des informations relatives aux pratiques sûres, saines et contractuelles, sont présentes en région parisienne[64].

## Médias

### Photographes et artistes

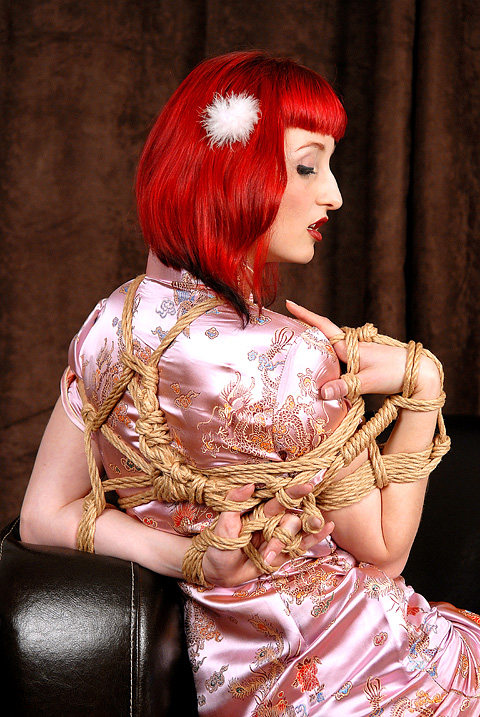
Jeux de cordes.

- Nobuyoshi Araki
- Elmer Batters
- Gilles Berquet
- James Bertoni
- Coq (dessinateur)
- Xavier Duvet
- Joseph Farrel
- Nan Goldin
- Erich von Götha
- Jérome Gouvrion
- Robert Mapplethorpe
- Yann Minh
- Christophe Mourthé
- Drew Posada
- Terry Richardson
- Félicien Rops
- Paolo Eleuteri Serpieri
- Marc Silvestri
- Hajime Sorayama
- Tom of Finland
- Tomi Ungerer
- Frank Webber (Bastille)
- John Willie
- Hans Bellmer

### Musiques
- Venus in Furs du Velvet Underground (1967)
- Mondo Bondage des Tubes (1975)
- Groupie 89 Turbo 6 d'Hubert-Félix Thiéfaine (1980)
- Master and Servant de Depeche Mode (1984)
- Priscilla de Jad Wio (1989)
- La punition de Jean Guidoni (1990)
- Human Nature, Madonna (1995) Le clip met en scène Madonna et ses danseurs vêtus de combinaisons de latex et en train de réaliser des pratiques sadomasochistes.
- Ich tu dir Weh de Rammstein (2009)
- S&M, Rihanna (2011)[65]
- Spillingardans de Hatari (2017) Le clip met en scène les membres du groupe se faisant fouetter par un maître.
- Knebel de Lindemann (2019)
- Klàmstrakur de Hatari (2019)

#### Sacher-Masoch
- (en) Margot Weiss, Techniques of Pleasure: BDSM and the Circuits of Sexuality, Duke University Press, 20 décembre 2011, 315 p. (ISBN 0822351595 et 0822351595, présentation en ligne)
- (en) David M. Ortmann, et Richard A. Sprott, Ph.D., executive director of CARAS (Community-Academic Consortium for Research on Alternative Sexualities); co-author, Sexual Outsiders: Understanding BDSM Sexualities and Communities, Sexual Outsiders : Understanding BDSM Sexualities and Communities, Rowman & Littlefield Publishers, 15 novembre 2012, 192 p. (ISBN 1442217375 et 9781442217379, présentation en ligne)
- Sacher-Masoch (préf. Cécile Guilbert), Oeuvres maîtresses : "La Vénus à la fourrure" ; "Le cabinet noir de Lemberg" ; "L'ilau" ; "La pêcheuse d'âmes" ; "Les batteuses d'hommes" ; "La pantoufle de Sapho et autres contes", Paris, Robert Laffont, coll. « Bouquins », 2013, 833 p. (ISBN 978-2-221-13989-9, EAN 9782221139899, BNF 43718617)

En novembre 2013, les Éditions Robert Laffont ont réédité une partie de l'œuvre de Leopold von Sacher-Masoch, dans un ouvrage intitulé Œuvres Maîtresses, dont Cécile Guilbert signe la préface. Elle confirme : « Gilles Deleuze publie sa décisive présentation de Sacher Masoch […] qui brise enfin l'entité aussi floue que conceptuellement paresseuse de sadomasochisme, ce monstre sémiologique ».

#### Études
- Arnaud Alessandrin, Marielle Toulze, « BDSM fantaisies : pouvoir et domination à la FOLSOM », Géographie et culture, « Lieux et sexualités » (Emmanuel Jaurand dir.), pp : 59-73, 2016.
- Sam Bourcier, Queer Zones, Politique des identités sexuelles, des représentations et des savoirs, Paris, Balland, coll. « Modernes », 2001.
- (en) Pat Califia et Robin Sweeney, The Second Coming : A Leatherdyke Reader, Los Angeles, Alyson, 1996.
- Philippe Cousin, L’Encyclopédie du sadomasochisme, Paris, La Musardine, 2000.
- Gilles Deleuze, Présentation de Sacher Masoch. Le froid et le cruel, suivi de La Vénus à la fourrure, Paris, éditions de Minuit, coll. « Reprise », 1967.
- Chloë des Lysses, Sade revu et corrigé pour les filles. Traité d'éducation et punitions, si méritoires, avec la collaboration de Jean-Claude Baboulin, préface de Jérôme Sans, Paris, Scali, coll. « Love books », 2006.
- Hans-Jürgen Döpp, Le Sadomasochisme, Parkstone, 2002.
- Pasteur Joseph Doucé, Le sadomasochisme en question, Lumière & Justice, 1989.
- Emmanuel Juste Duits, L'Autre désir : Du sadomasochisme à l'amour courtois, Paris, La Musardine, 2000.
- Michel Foucault, « Michel Foucault, une interview : sexe, pouvoir et la politique de l'identité», entretien avec B. Gallagher et A. Wilson, Toronto, juin 1982 ; trad. F. Durand-Bogaert, dans Dits et écrits, vol. II 1976-1988, Paris, Gallimard, coll. « Quarto », 2001, p. 1554-1565.
- Gini Graham Scott (trad. de l'anglais par Robert Mérodack), La domination féminine : organisation et culture d'une minorité sexuelle [« Dominant women, submissive men »], t. 2 : Le pouvoir érotique, Paris, éd. Robert Mérodack, 1995 (réimpr. 1987), 2e éd. (1re éd. 1986), 220 p. (ISBN 2-906557-27-7, BNF 35826506), p. 8.
- Daniel Grojnowski, Eugénie Guillou, religieuse et putain. Textes, lettres et dossier de police présentés par Daniel Grojnowski, Paris, Fayard/Pauvert, 2013.
- Lynda Hart, La performance sadomasochiste, entre chair et corps, (trad. de Between the Body and the Flesh, Performing Sadomasochism, New York, Columbia University Press, 1997), Ed. EPEL, Paris, 2003.
- Anne Larue, Le Masochisme, ou comment ne pas devenir un suicidé de la société, Paris, Éditions Talus d’approche, 2002.
- Geoff Mains, Urban Aboriginals, San Francisco, Gay Sunshine, 1984.
- Éric Marty, Pourquoi le XXe siècle a-t-il pris Sade au sérieux, Paris, Seuil, 2011.
- Véronique Poutrain, Sexe et pouvoir, enquête sur le sadomasochisme, Paris, Éd. Belin, coll. « Nouveaux mondes », 2003.
- Gabrielle Rubin, Le Sadomasochisme ordinaire, Paris, L'Harmattan, 1999.
- Gayle Rubin, Surveiller et Jouir, anthropologie politique du sexe, Paris, EPEL, 2011.
- (en) Samois (éd.), Coming to Power : Writings and Graphics on Lesbian S/M, Boston, Alyson, 1988.
- Mona Sammoun, Tendance SM : Essai sur la représentation sadomasochiste, Paris, La Musardine, 2004.
- Jean Streff, Les Extravagances du désir, Paris, La Musardine, 2002.
- (en) Mark Thompson (dir.), Leatherfolk, Boston, Alyson, 1991 ; rééd. 2001.
- Jean-Manuel Traimond, Dissection du sadomasochisme organisé : approches anarchistes, Lyon, Ed. A.C.L., 2005.
- (en) Andrea Nicolini, Masochism. A Challenge for Ethics, Milan, Mimesis International, 2022.

#### Dictionnaire
- Gala Fur, Dictionnaire du BDSM, La Musardine, 2016

#### Guides
- Wendy Delorme, Pervers & Safe : petit guide de prévention pour le sexe BDSM, éditions Tabou, 2006.
- Dossie Easton et Janet Hardy, L'art de dominer, trad. Eric Bertrand, éd. Tabou, 2005.
- Dossie Easton et Janet Hardy, L'art de se soumettre, trad. Eric Bertrand, Tabou, 2007.
- Gala Fur, Osez… tout savoir sur le SM, La Musardine, 2004.
- Gala Fur, Osez… les jeux de soumission et domination, La Musardine, 2009.
- Axterdam, Osez… le bondage, La Musardine, 2005.
- Italo Baccardi, Osez… la fessée, La Musardine, 2005.
- Chanta Rose, Bondage For Sex, BDSM Press, 2006.

#### Magazines
- (de) : Heavy Rubber, Marquis
- (uk) : Skin Two
- (fr)(BE) : Secret
- (fr)(FR) : BDSM, la revue des femmes soumises, Dressage sévère, Passion SM, Perversions françaises, Prestige SM, Soumissions SM

#### Fictions et témoignages
- Leopold von Sacher-Masoch, La Vénus à la fourrure, trad. par Raphaël Ledos de Beaufort, Paris, Charles Carrington, 1902.
- Leopold von Sacher-Masoch, Fouets et fourrures, édition établie et présentée par Emmanuel Dazin, Bègles, Le Castor astral, 1995.
- Pierre Dumarchey, connu sous le nom de Pierre Mac Orlan, La Comtesse au fouet, belle et terrible (l'homme-chien), roman d'une héroïne de Sacher-Masoch, Paris, Jean Fort, 1908 ; rééd. Toulouse, Héliot presse, 1990.
- Pierre du Bourdel (pseudonyme de Pierre Dumarchey, connu sous le nom de Pierre Mac Orlan), Les Aventures amoureuses de Mademoiselle de Sommerange ou Les Aventures libertines d'une Demoiselle de Qualité sous la Terreur, « Québec, Sweetgra's » (en réalité : Paris, Jean Fort) 1910 ; rééd. Paris, La Musardine, 2000.
- Pierre du Bourdel (pseudonyme de Pierre Dumarchey, connu sous le nom de Pierre Mac Orlan), Mademoiselle de Mustelle et ses amies. Roman pervers d'une fillette élégante et vicieuse, « Québec, Sweetgra's » (en réalité : Paris, Jean Fort), 1913 ; rééd. Paris, La Musardine, 1999.
- Sadie Blackeyes (pseudonyme de Pierre Dumarchey, connu sous le nom de Pierre Mac Orlan), Petite dactylo, suivi de Les Belles clientes de M. Brozen et de Le Maître d'école, avec un choix de lettres concernant les faits curieux touchant la flagellation des misses et des femmes, Paris, Jean Fort, coll. « Les Orties blanches », avec 32 illustrations de G. Smit, 1914 ; rééd. Paris, La Musardine, 2005.
- Pauline Réage, Histoire d'O, Paris, Jean-Jacques Pauvert, 1954.
- Jean De Berg, L'Image, Paris, Les Éditions de Minuit, 1956.
- Henri Raynal, Aux pieds d'Omphale, Paris, Pauvert, 1957 ; rééd. Saint-Clément-de-Rivière, Fata Morgana, 2004.
- John Norman, Chroniques de Gor (1966-).
- Xavière, La Punition, Paris, Christian Bourgois, 1971.
- Marc Cholodenko, Le Roi des fées, Paris, Christian Bourgois, 1974.
- Marguerite Duras, L'Homme assis dans le couloir, Paris, Les Éditions de Minuit, 1980.
- Hervé Guibert, Les Chiens, Paris, Éditions de Minuit, 1982.
- Jeanne De Berg, Cérémonies de Femmes, Paris, Grasset et Fasquelle, 1985.
- Marc Cholodenko, Histoire de Vivant Lanon, Paris, P.O.L., 1985.
- Élizabeth Herrgott, Le Gynécée, Paris, Éditions Denoël, 1989.
- Vanessa Duriès, Le Lien, Paris, J'ai Lu, 1993.
- Annick Foucault, Françoise Maîtresse, Paris, Gallimard, 1994.
- Michel Plessier, Éloge de la Servitude, Paris, Spengler, 1994.
- Richard Morgiève, Sex vox dominam, Paris, Calmann-Lévy, 1995.
- Jean-Jacques Pauvert,Anthologie historique des lectures érotiques, 4 volumes Paris, Éditions Stock, 1995, complétés par un tome 5 : De l'infini au zéro, 1985-2000, publié en 2001.
- Florence Dugas, Dolorosa Soror, Paris, Éditions Blanche, 1996 ; rééd. Paris, La Musardine, 2014.
- Guillaume Dustan, Plus fort que moi, Paris, P.O.L, 1998.
- Virginie Despentes, « Domina », Mordre au travers, Paris, Librio, 1999.
- Tomi Ungerer, SM, Paris, Le Cherche-midi, 2000.
- Élizabeth Herrgott, Mes Hiérodules, Paris, Éditions Blanche, 2000 ; rééd. Paris, La Musardine, 2006.
- Joël Hespey, S.M., Paris, Éditions Blanche, 2000.
- Laura Reese, Jeux interdits à l'université, Paris, Éditions Ramsay, 2001.
- Isabelle Jacob, Les Chaînes de la liberté, Paris, Bruno Leprince, 2002.
- Salomé, Soumise, Paris, Pocket, 2003.
- Audrey Kaplan, Cécile, Bruno Leprince, 2004.
- Hervé-René Martin, La Défloration, Paris, Climats, 2004.
- Jane Delynn, La Laisse, Paris, Éditions Blanche, 2004.
- Ida Denans, Maîtresse Ida, Circlesquare/Bruno Leprince, 2004.
- Caroline Lamarche, Carnets d'une soumise de province, Paris, Éditions Gallimard, 2005.
- Margaret Cartier, Tendres douleurs, Paris, Éditions Blanche, 2007.
- Nadine Monfils, Le Bal du diable, Paris, La Musardine, 2010.
- Carlotta di Cebbruzga, Histoires à clefs, Lul.com, 2011.
- E. L. James, Cinquante nuances de Grey, trad. Denyse Beaulieu, Paris, Jean-Claude Lattès, 2011.
- Marthe Blau, Entre ses mains, 2003 JC Lattès
- Eva Delambre, Devenir Sienne, 2013, Tabou Edition
- Eva Delambre, L'Esclave, 2014, Tabou Edition
- Eva Delambre, L'Eveil de l'Ange, 2015, Tabou Edition
- Eva Delambre, L'Envol de l'Ange, 2016, Tabou Edition
- Eva Delambre, Marquée au Fer, 2017, Tabou Edition

- DOA (auteur), Lykaia (roman), 2018, Gallimard

#### Poésie
- Joyce Mansour, Cris, Paris, Éditions Seghers, 1953 ; Déchirures, Paris, Les Éditions de Minuit, 1955 ; Rapaces, Paris, Éditions Seghers, 1960 ; Carré blanc, Paris, Le Soleil Noir, 1966 ; repris dans Prose et poésie, œuvre complète, Paris, Actes Sud, 1991.
- Annie Le Brun,Ombre pour ombre, Paris, Gallimard, 2004.
- Alain Marc, « Sexe et pouvoir », la Souffrance du monde, Faugères, Éditions du Zaporogue, 2011.
- Jean Philippe Beaudin, Les anges noirs, Montréal (Québec), Éditions de l'étoile de mer, 2013.

### Bandes dessinées
- Luciana Del Re et Cristina Fabris, Anna Lynch - La porte d'Orient et Fétiche.
- Henri Filippini et Robert Hugues, Les confidences de Nado.
- Georges Pichard, Blanche Epiphanie, Serg.
- Eric Stanton, The Dominant Wives and Other Stories, Taschen.
- Gengoroh Tagame, Goku, éditions H&O.
- Alex Varenne, La Correction, Albin Michel, 1997.
- Stjepan Šejić, Sunstone, Top Cow, 2014.